# Bruchidius unicolor
Bruchidius unicolor är en skalbaggsart som först beskrevs av Olivier 1795.  Bruchidius unicolor ingår i släktet Bruchidius, och familjen bladbaggar. Arten har ej påträffats i Sverige.